# Colombe Sportive du Dja et Lobo
El Colombe Sportive du Dja et Lobo o simplemente Colombe Sportive es un equipo de fútbol de Camerún que juega en la Primera División de Camerún, máxima categoría de fútbol en el país.

## Historia
Fue fundado en la ciudad de Sangmelima y es el único club de la ciudad que ha jugado en la Primera División de Camerún. Su debut en la Primera División de Camerún se dio en la temporada de 1986/87, en la cual estuvieron hasta la temporada de 1993.
En la temporada 2016 el club regresa a la Primera División de Camerún luego de una ausencia de 23 años.

## Palmarés
- Primera División de Camerún (1): 2024-25
- Copa de Camerún (1): 2024